# 宮永真
宮永 真（みやなが まこと）は、日本のゲームクリエイター。任天堂情報開発本部所属。主にゲーム中のグラフィックやマップデザインを手掛ける。

## 主な作品

### Nintendo Switch
- ゼルダの伝説 ブレス オブ ザ ワイルド 2017年3月3日 アシスタントプロデューサー

### ニンテンドー3DS
- ゼルダの伝説 トライフォース3銃士 2015年10月22日 スーパーバイザー

### Wii
- Wii Fit Plus 2009年10月1日 トレーニングディレクター
- リンクのボウガントレーニング 2008年5月1日 ディレクター
- ゼルダの伝説 トワイライトプリンセス 2006年12月2日 サブディレクター

### ニンテンドーDS
- スーパーマリオ64DS 2004年12月2日 マップ&レベルデザインディレクター

### ニンテンドーゲームキューブ
- ピクミン2 2004年4月29日 マップデザイン
- ゼルダの伝説 時のオカリナGC 2002年12月13日 フィールドデザイン
- スーパーマリオサンシャイン 2002年7月19日 アシスタントディレクター
- ピクミン 2001年10月26日 マップデザイン

### NINTENDO64
- ポケモンスタジアム金銀クリスタルバージョン 2000年12月14日 3DCGデザイナー
- ポケモンスタジアム2 1999年4月30日 3DCGデザイナー
- ゼルダの伝説 時のオカリナ 1998年11月21日 フィールドデザイナー
- マリオカート64 1996年12月14日 CGマップデザイナー
- スーパーマリオ64 1996年6月23日 コースデザイナー